# Аккудук (Каракіянський район)
Аккуду́к (каз. Аққұдық) — село у складі Каракіянського району Мангистауської області Казахстану. Входить до складу Сенецького сільського округу.
Населення — 151 особа (2021; 255 у 2009, 270 у 1999, 280 у 1989).